# دينا تيتوس
دينا تيتوس أو أليس كوستاندينا وُلدت في 23 مايو 1950، هي عالمة وسياسية أمريكية، وتشغل منصب النائبة الأمريكية عن الدائرة الانتخابية الأولى في ولاية نيفادا منذ عام 2013. خدمت كنائبة للولايات المتحدة عن الدائرة الانتخابية الثالثة في ولاية نيفادا من عام 2009 إلى عام 2011، حين خسرت أمام جو هيك. تيتوس هي عضوة في الحزب الديمقراطي. خدمت في مجلس نيفادا وكانت زعيمة الأقلية فيه من عام 1993 إلى عام 2009. قبل انتخابها للكونغرس، كانت تيتوس أستاذة لعلم السياسة في جامعة نيفادا، لاس فيغاس (UNLV)، حيث قامت بتدريس الحكومة الأمريكية وحكومة نيفادا لمدة 30 عامًا. كانت المرشحة الديمقراطية لمنصب حاكم ولاية نيفادا في عام 2006.

## النشأة والتعليم
ولدت تيتوس في توماسفيل، جورجيا. والدتها من أصل يوناني، ونشأت في الديانة الأرثوذكسية اليونانية. نشأت في تيفتون، جورجيا. كانت أول تجربة لها في المجال السياسي في سن مبكرة عندما قام والدها جو بالترشح لمجلس مدينة تيفتون. عمها، ثيو تيتوس، خدم في مجلس ممثلي ولاية جورجيا لسنوات عديدة. درست برنامج صيفي في كلية ويليام وماري وتم قبولها بدوام كامل للفصل الدراسي الخريفي دون الحصول على شهادة الثانوية. حصلت هناك على درجة البكالوريوس في علم السياسة. وتوجهت تيتوس إلى الحصول على درجة الماجستير من جامعة جورجيا ودكتوراة من جامعة فلوريدا الحكومية.

## مجلس شيوخ نيفادا
انتخبت تيتوس لأول مرة في عام 1988، وخدمت لمدة 20 عامًا في مجلس الشيوخ، ممثلة الدائرة السابعة.
في ديسمبر 2010، عينها زعيم الأغلبية في مجلس الشيوخ هاري ريد لفترة تمتد لست سنوات في لجنة الولايات المتحدة لحقوق المدن.
قامت تيتوس بصياغة مشروع قانون يحظر "بنود الخطأ العامة" التي سمحت لبعض مزودي بطاقات الائتمان برفع أسعار الفائدة بنسبة 30% أو أكثر. مرر المشروع في مجلس الشيوخ ومجلس النواب، ولكنه رُفض من قبل جيبونز. قامت مزودات بطاقات الائتمان سيتي بنك وتشيس بالتراجع عن أو إلغاء بنود الخطأ العامة بسبب الضغط السياسي في الكونجرس الأمريكي.